# VM i håndbold 1967 (mænd)
Verdensmesterskabet i håndbold for mænd 1967 var det sjette (indendørs) VM i håndbold. Slutrunden blev afholdt i Sverige i perioden 12. – 21. januar 1967. Tunesien og Canada debuterede ved slutrunden.
De 16 deltagende nationer spillede først en indledende runde i fire grupper med fire hold, hvorfra de to bedste i hver gruppe gik videre til kvartfinalerne.
Tjekkoslovakiet blev verdensmester for første gang ved at slå Danmark 14-11 i finalen. Bronzen gik til Rumænien, der efter forlænget spilletid vandt over Sovjetunionen i bronzekampen. 

## Resultater

### Indledende runde

#### Gruppe A
| Dato  | Kamp                  | Res.  | Pause | Spillested   |
| ----- | --------------------- | ----- | ----- | ------------ |
| 12.1. | Sverige – Polen       | 26–16 | 9-7   | Malmö        |
| 12.1. | Jugoslavien – Schweiz | 26–11 | 16-30 | Helsingborg  |
| 13.1. | Sverige – Schweiz     | 19–16 | 10-80 | Kristianstad |
| 13.1. | Jugoslavien – Polen   | 22–17 | 14-80 |              |
| 15.1. | Jugoslavien – Sverige | 21–17 | 8-9   | Malmö        |
| 15.1. | Polen – Schweiz       | 20–18 | 12-11 | Landskrona   |

| Hold        | Kampe | Mål   | Point |
| ----------- | ----- | ----- | ----- |
| Jugoslavien | 3     | 69-45 | 6     |
| Sverige     | 3     | 62-53 | 4     |
| Polen       | 3     | 53-66 | 2     |
| Schweiz     | 3     | 45-65 | 0     |

#### Gruppe B
| Dato  | Kamp                  | Res.  | Pause | Spillested |
| ----- | --------------------- | ----- | ----- | ---------- |
| 12.1. | Vesttyskland – Norge  | 22–16 | 12-90 | Luleå      |
| 12.1. | Ungarn – Japan        | 30–25 | 16-14 | Kiruna     |
| 13.1. | Vesttyskland – Japan  | 38–27 | 17-12 | Kiruna     |
| 13.1. | Ungarn – Norge        | 15–11 | 7-7   | Malmberget |
| 15.1. | Vesttyskland – Ungarn | 29–23 | 17-13 | Malmberget |
| 15.1. | Japan – Norge         | 21–17 | 11-70 | Luleå      |

| Hold         | Kampe | Mål   | Point |
| ------------ | ----- | ----- | ----- |
| Vesttyskland | 3     | 89-66 | 6     |
| Ungarn       | 3     | 68-65 | 4     |
| Japan        | 3     | 73-85 | 2     |
| Norge        | 3     | 44-58 | 0     |

#### Gruppe C
| Dato  | Kamp                     | Res.  | Pause | Spillested |
| ----- | ------------------------ | ----- | ----- | ---------- |
| 12.1. | Rumænien – DDR           | 14–14 | 7-7   | Stockholm  |
| 12.1. | Sovjetunionen – Canada   | 28–90 | 17-40 | Örebro     |
| 13.1. | Sovjetunionen – DDR      | 22–17 | 12-80 | Eskilstuna |
| 13.1. | Rumænien – Canada        | 27–30 | 9-1   | Borlänge   |
| 15.1. | Rumænien – Sovjetunionen | 15–13 | 7-9   | Stockholm  |
| 15.1. | DDR – Canada             | 37–60 | 20-30 | Köping     |

| Hold          | Kampe | Mål   | Point |
| ------------- | ----- | ----- | ----- |
| Rumænien      | 3     | 56-30 | 5     |
| Sovjetunionen | 3     | 63-41 | 4     |
| DDR           | 3     | 68-42 | 3     |
| Canada        | 3     | 18-92 | 0     |

#### Gruppe D
| Dato  | Kamp                       | Res.  | Pause | Spillested  |
| ----- | -------------------------- | ----- | ----- | ----------- |
| 12.1. | Tjekkoslovakiet – Frankrig | 25–10 | 10-20 | Göteborg    |
| 12.1. | Danmark – Tunesien         | 27–60 | 16-40 | Vänersborg  |
| 13.1. | Tjekkoslovakiet – Tunesien | 23–10 | 13-40 | Falköping   |
| 13.1. | Danmark – Frankrig         | 9–8   | 2-3   | Halmstad    |
| 15.1. | Tjekkoslovakiet – Danmark  | 24–14 | 13-70 | Helsingborg |
| 15.1. | Frankrig – Tunesien        | 16–70 | 7-4   | Skara       |

| Hold            | Kampe | Mål   | Point |
| --------------- | ----- | ----- | ----- |
| Tjekkoslovakiet | 3     | 70-36 | 6     |
| Danmark         | 3     | 65-39 | 4     |
| Frankrig        | 3     | 37-47 | 2     |
| Tunesien        | 3     | 40-90 | 0     |

### Kvartfinaler, semifinaler, bronzekamp og finale
De to bedst placerede hold fra hver indledende gruppe gik videre til kvartfinalerne. De fire vindere af kvartfinalerne gik videre til semifinalerne, mens taberne måtte spille placeringskampe om 5.- til 8.-pladsen.
| Dato                                                                       | Tid   | Kamp                         | Res.    | Pause | Spillested   |
| Kvartfinaler                                                               |       |                              |         |       |              |
| 17.1.                                                                      | 19:30 | Danmark – Jugoslavien        | 14–13   | 6-5   | Kristianstad |
| 17.1.                                                                      | 19:30 | Sovjetunionen – Vesttyskland | 19–16   | 10-70 | Stockholm    |
| 17.1.                                                                      | 19:30 | Tjekkoslovakiet – Sverige    | 18–11   | 9-3   | Helsingborg  |
| 17.1.                                                                      | 19:30 | Rumænien – Ungarn            | 20–19   | 13-12 | Linköping    |
| Semifinaler                                                                |       |                              |         |       |              |
| 19.1.                                                                      |       | Tjekkoslovakiet – Rumænien   | 19–17   | 11-10 |              |
| 19.1.                                                                      |       | Danmark – Sovjetunionen      | 17–12   | 9-8   | Västerås     |
| Bronzekamp                                                                 |       |                              |         |       |              |
| 21.1.                                                                      | 15:30 | Rumænien – Sovjetunionen     | •21–19• | 08-11 | Västerås     |
| Finale                                                                     |       |                              |         |       |              |
| 21.1.                                                                      | 17:00 | Tjekkoslovakiet – Danmark    | 14–11   | 8-8   | Västerås     |
| • Efter forlænget spilletid. Stillingen efter ordinær spilletid var 18-18. |       |                              |         |       |              |

|  | Kvartfinaler | Kvartfinaler    | Kvartfinaler    |                 |              | Semifinaler | Semifinaler | Semifinaler |  |  | Finale | Finale  | Finale |
|  |              |                 |                 |                 |              |             |             |             |  |  |        |         |        |
|  | A1           | Jugoslavien     | 13              |                 |              |             |             |             |  |  |        |         |        |
|  | D2           | Danmark         | 14              |                 |              |             |             |             |  |  |        |         |        |
|  | D2           | Danmark         | 14              |                 | D2           | Danmark     | 17          |             |  |  |        |         |        |
|  |              |                 |                 |                 | D2           | Danmark     | 17          |             |  |  |        |         |        |
|  |              | C2              | Sovjetunionen   | 12              |              |             |             |             |  |  |        |         |        |
|  | B1           | C2              | Sovjetunionen   | 12              | Vesttyskland | 16          |             |             |  |  |        |         |        |
|  | B1           |                 |                 |                 | Vesttyskland | 16          |             |             |  |  |        |         |        |
|  | C2           | Sovjetunionen   | 19              |                 |              |             |             |             |  |  |        |         |        |
|  |              |                 |                 |                 |              |             |             |             |  |  | D2     | Danmark | 11     |
|  |              |                 | D1              | Tjekkoslovakiet | 14           |             |             |             |  |  |        |         |        |
|  | B2           | Ungarn          | 19              |                 |              |             |             |             |  |  |        |         |        |
|  | C1           | Rumænien        | 20              |                 |              |             |             |             |  |  |        |         |        |
|  | C1           | Rumænien        | 20              |                 | C1           | Rumænien    | 17          |             |  |  |        |         |        |
|  |              |                 |                 |                 | C1           | Rumænien    | 17          |             |  |  |        |         |        |
|  |              | D1              | Tjekkoslovakiet | 19              |              |             |             |             |  |  |        |         |        |
|  | A2           | D1              | Tjekkoslovakiet | 19              | Sverige      | 11          |             |             |  |  |        |         |        |
|  | A2           |                 |                 |                 | Sverige      | 11          |             |             |  |  |        |         |        |
|  | D1           | Tjekkoslovakiet | 18              |                 |              |             |             |             |  |  |        |         |        |

### Placeringskampe om 5.- til 8.-pladsen
| Dato | Tid | Kamp                       | Res.    | Pause | Spillested |
| Semifinaler |     |                            |         |       |            |
| 18.1. |     | Vesttyskland – Jugoslavien | •31–30• | 14-12 | Göteborg   |
| 18.1. |     | Sverige – Ungarn           | 21–19   | 11-10 | Karlskrona |
| Kamp om 7.-pladsen |     |                            |         |       |            |
| 20.1. |     | Jugoslavien – Ungarn       | 24–20   | 09-10 |            |
| Kamp om 5.-pladsen |     |                            |         |       |            |
| 20.1. |     | Sverige – Vesttyskland     | 24–22   | 12-10 | Eskilstuna |
| • Efter 2 × forlænget spilletid. Stillingen efter ordinær spilletid var 24-24. • Stillingen efter 1 × forlænget spilletid var 27-27. |     |                            |         |       |            |

### Medaljevindere
| Guld | Sølv | Bronze |
| --- | --- | --- |
| Tjekkoslovakiet | Danmark | Rumænien |
| František Arnošt Jaroslav Škarvan Ladislav Beneš František Brůna Bedřich Ciner Václav Duda Antonín Frolo Martin Gregor Rudolf Havlík František Heřman Rudolf Horváth Arnošt Klimčík Jaroslav Konečný Vojtěch Mareš Jaroslav Rážek Vladimír Seruga | Arne Andersen Iwan Christiansen Verner Gaard Erik Holst Søren Marius Jensen Bent Jørgensen Friis Jørgensen Gunnar Jürgens Klaus Kaae Carsten Lund Ulf Madsen Max Nielsen Morten Petersen Kay Skoth Per Svendsen Jørgen Vodsgaard | Mircea Costache II Alexandru Dincă Cristian Gaţu Gheorghe Goran Gheorghe Gruia Roland Gunesch Josef Jakob Ghiţă Licu Hans Moser Cezar Nica Cornel Oțelea Cornel Penu Mihai Redl Valentin Samungi |

### Samlet rangering
| VM 1967 | VM 1967         |
| ------- | --------------- |
| Guld    | Tjekkoslovakiet |
| Sølv    | Danmark         |
| Bronze  | Rumænien        |
| 4.      | Sovjetunionen   |
| 5.      | Sverige         |
| 6.      | Vesttyskland    |
| 7.      | Jugoslavien     |
| 8.      | Ungarn          |

| VM 1967 | VM 1967  |
| ------- | -------- |
| 9.      | DDR      |
| 9.      | Frankrig |
| 9.      | Japan    |
| 9.      | Polen    |
| 13.     | Norge    |
| 13.     | Schweiz  |
| 13.     | Tunesien |
| 13.     | Canada   |

## Kvalifikation
Formålet med kvalifikationen var at finde de 16 hold til slutrunden om VM i håndbold 1967 i Sverige. Værtslandet Sverige og de forsvarende mestre Rumænien var automatisk kvalificeret til slutrunden, og det efterlod 14 ledige pladser at spille om. Holdene blev fundet ved kvalifikationsturneringer på de respektive kontinenter, som var blevet tildelt følgende antal af disse 14 hold:
| Kontinent  | Kvote    |  |
| Europa     | 11 hold0 |  |
| Afrika     | 1 hold   |  |
| Asien      | 1 hold   |  |
| Panamerika | 1 hold   |  |

### Europa
Fra Europa var Sverige som værtsland og Rumænien som forsvarende verdensmester automatisk kvalificerede. Derudover spilledes der om 11 ledige pladser ved VM-slutrunden.
De resterende 18 tilmeldte hold blev inddelt i én gruppe fire hold, fire grupper med tre hold og én gruppe med to hold. Alle grupperne spillede en dobbeltturnering, hvor holdene mødtes ude og hjemme, og de seks gruppevindere samt de fem gruppetoere fra grupperne med tre eller fire hold kvalificerede sig til VM-slutrunden i Sverige. Kvalifikationskampene blev spillet i perioden november 1965 til april 1966.

#### Gruppe A
| Dato   | Kamp                     | Res.  | Pause | Spillested |
| ------ | ------------------------ | ----- | ----- | ---------- |
| 4.12.  | Tjekkoslovakiet – Østrig | 35–15 | 17-70 | Bratislava |
| 8.12.  | Østrig – Norge           | 17–12 | 10-80 | Wien       |
| 10.12. | Tjekkoslovakiet – Norge  | 15–80 |       | Prag       |
| 5.3.   | Østrig – Tjekkoslovakiet | 19–22 | 10-10 | Wien       |
| 9.2.   | Norge – Østrig           | 24–12 | 10-60 | Oslo       |
| 20.3.  | Norge – Tjekkoslovakiet  | 20–22 |       | Elverum    |

| Hold            | Kampe | Mål   | Point |
| --------------- | ----- | ----- | ----- |
| Tjekkoslovakiet | 4     | 94-62 | 8     |
| Norge           | 4     | 64-66 | 2     |
| Østrig          | 4     | 63-93 | 2     |

#### Gruppe B
| Dato   | Kamp                   | Res.  | Pause | Spillested        |
| ------ | ---------------------- | ----- | ----- | ----------------- |
| 20.11. | Belgien – Schweiz      | 19–36 |       | Liège             |
| 27.11. | Belgien – Vesttyskland | 06–26 |       | Antwerpen         |
| 11.12. | Schweiz – Holland      | 13–80 | 4-2   | Basel             |
| 7.1.   | Holland – Belgien      | 19–14 | 9-5   | Geleen            |
| 14.1.  | Schweiz – Vesttyskland | 13–14 | 7-8   | Basel             |
| 30.1.  | Holland – Vesttyskland | 08–17 |       | Den Haag          |
| 11.2.  | Vesttyskland – Holland | 18–13 | 10-50 | Oberhausen        |
| 12.2.  | Schweiz – Belgien      | 31–14 |       | La Chaux-de-Fonds |
| 26.2.  | Holland – Schweiz      | 08–14 | 3-8   | Amsterdam         |
| 12.3.  | Belgien – Holland      | 15–21 |       | Aalst             |
| 19.3.  | Vesttyskland – Schweiz | 30–15 |       | Ludwigshafen      |
| 20.3.  | Vesttyskland – Belgien | 37–18 |       |                   |

| Hold         | Kampe | Mål     | Point |
| ------------ | ----- | ------- | ----- |
| Vesttyskland | 6     | 142-730 | 12    |
| Schweiz      | 6     | 122-930 | 8     |
| Holland      | 6     | 77-91   | 4     |
| Belgien      | 6     | 086-170 | 0     |

#### Gruppe C
| Dato  | Kamp                    | Res.  | Pause | Spillested |
| ----- | ----------------------- | ----- | ----- | ---------- |
| 1.12. | Finland – DDR           | 16–26 |       | Helsinki   |
|       | Sovjetunionen – Finland | 26–11 |       |            |
| 16.1. | DDR – Sovjetunionen     | 24–16 | 13-90 |            |
| 29.1. | DDR – Finland           | 27–90 |       |            |
| 28.2. | Finland – Sovjetunionen | 15–24 | 07-14 |            |
|       | Sovjetunionen – DDR     | 17–13 |       |            |

| Hold          | Kampe | Mål     | Point |
| ------------- | ----- | ------- | ----- |
| DDR           | 4     | 90-58   | 6     |
| Sovjetunionen | 4     | 83-63   | 6     |
| Finland       | 4     | 051-103 | 0     |

#### Gruppe D
| Dato  | Kamp             | Res.  | Pause | Spillested |
| ----- | ---------------- | ----- | ----- | ---------- |
| [ 2 ] | Danmark – Polen  | 22–16 | 12-80 | Roskilde   |
| 16.1. | Polen – Island   | 27–19 | 14-80 | Gdansk     |
| 19.1. | Danmark – Island | 17–12 | 11-80 | Nyborg     |
| 9.2.  | Polen – Danmark  | 18–14 | 7-6   | Warszawa   |
| 13.2. | Island – Polen   | 23–21 | 12-11 | Reykjavik  |
| 2.4.  | Island – Danmark | 20–23 | 14-90 | Reykjavik  |

| Hold    | Kampe | Mål   | Point |
| ------- | ----- | ----- | ----- |
| Danmark | 4     | 76-66 | 6     |
| Polen   | 4     | 82-78 | 4     |
| Island  | 4     | 74-88 | 2     |

#### Gruppe E
| Dato   | Kamp               | Res.  | Pause | Spillested |
| ------ | ------------------ | ----- | ----- | ---------- |
| 28.11. | Spanien – Frankrig | 14–14 | 7-6   | Madrid     |
| 12.12. | Ungarn – Spanien   | 23–11 |       | Budapest   |
| 23.1.  | Frankrig – Ungarn  | 10–10 |       | Nantes     |
| 29.1.  | Spanien – Ungarn   | 17–26 |       | Madrid     |
| 13.2.  | Frankrig – Spanien | 22–12 |       | Bordeaux   |
| 20.3.  | Ungarn – Frankrig  | 31–17 |       | Budapest   |

| Hold     | Kampe | Mål   | Point |
| -------- | ----- | ----- | ----- |
| Ungarn   | 4     | 90-55 | 7     |
| Frankrig | 4     | 63-67 | 4     |
| Spanien  | 4     | 54-85 | 1     |

#### Gruppe F
| Dato | Kamp                 | Res.  | Pause | Spillested |
| ---- | -------------------- | ----- | ----- | ---------- |
|      | Jugoslavien – Israel | 23–11 |       |            |
|      | Israel – Jugoslavien | 11–19 |       |            |

| Hold        | Kampe | Mål   | Point |
| ----------- | ----- | ----- | ----- |
| Jugoslavien | 2     | 42-22 | 4     |
| Israel      | 2     | 22-42 | 0     |

### Panamerika
Panamerika var blevet tildelt én plads ved VM-slutrunden i Sverige. De to tilmeldte hold spillede ude og hjemme, og den samlede vinder kvalificerede sig til slutrunden.
| Dato  | Kamp         | Res.  | Pause | Spillested  |
| ----- | ------------ | ----- | ----- | ----------- |
| 20.1. | USA – Canada | 26–24 | 11-16 | Livingston  |
| 19.3. | Canada - USA | 30–17 | 15-10 | Scarborough |

| Hold   | Kampe | Mål   | Point |
| ------ | ----- | ----- | ----- |
| Canada | 2     | 54-43 | 2     |
| USA    | 2     | 43-54 | 2     |